# فرانك ماكغارفي
فرانك ماكغارفي (بالإنجليزية: Frank McGarvey)‏ (17 مارس 1956 - 1 يناير 2023)، هو مدرب كرة قدم ولاعب كرة قدم بريطاني في مركز الهجوم، ولد في 17 مارس 1956 في غلاسكو في المملكة المتحدة. شارك مع منتخب اسكتلندا لكرة القدم. أما مع النوادي، فقد لعب مع كوين أوف ساوث ونادي سانت ميرين ونادي سلتيك ونادي كلايد ونادي ليفربول.

## وصلات خارجية
- فرانك ماكغارفي على موقع قاعدة بيانات كرة القدم.إي يو (الإنجليزية)
- فرانك ماكغارفي على موقع ناشيونال فوتبول تيمز (الإنجليزية)
- فرانك ماكغارفي على موقع عالم كرة القدم.نت (الإنجليزية)